# Marian Spindler
Marian Spindler (ur. ok. 1890. zm. 2 kwietnia 1941) – rzeźbiarz polski, aktywny przede wszystkim we Lwowie.
Artysta posiadał pracownię przy klasztorze karmelitów we Lwowie.

## Wybrane realizacje
Większość rzeźb powstawała na zamówienie instytucji kościelnych:
- Dobry Pasterz, rzeźba prezentowana na wystawie we Lwowie w 1909
- Tablica Wł. St. Reymonta, Lwów, 1925 (Muzeum Religii)
- Najświętsze Serce Jezusa, kościół zmartwychwstańców, Lwów, 1927
- Pomnik Władysława Jagiełły w Działdowie (projekt), 1927[2]
- Święta Teresa, Lwów, 1928
- Pomnik Józefa Piłsudskiego, Sokal, odsłonięty 15 września 1931
- Pomnik biskupa Władysława Bandurskiego (projekt), Lwów, 1933
- Chrystus na krzyżu, kościół garnizonowy w Katowicach, ok. 1933[3]
- Nagrobek Stanisława Stachowicza (Cmentarz Łyczakowski), Lwów 1935
- Święty Józef (w klasztorze karmelitów bosych na Persenkówce), Lwów, 1937 (zaginione po 1945)[4]
- Matka Boża (w klasztorze karmelitów, w fasadzie), Lwów, 1938 (zaginione po 1945)
- Jezus Chrystus (z fasady), kościół Najświętszego Serca Pana Jezusa na Batorówce, Lwów, 1939[5]